# 釧路開発埠頭西港線
西港線（にしこうせん）は、北海道釧路市の新富士駅から同市の西港駅までを結んでいた釧路開発埠頭の鉄道路線（貨物線）である。

## 概要
釧路西港の開発に伴い、東港にあった石油油槽所が移転、そこから石油を輸送するために1977年に開業した。その後1981年の国鉄石勝線全通に伴う輸送形態の変更に伴い輸送量が減少、1999年に廃止になった。
路線は新富士駅で国鉄根室本線と分岐して西へ向かい、駅を出てすぐに道路を横断、一度スイッチバックをし、東へ向かい西港駅に至っていた。そのため西港駅は新富士駅の南側すぐの地点にあった。

### 路線データ
- 管轄（事業種別）：釧路開発埠頭（第一種鉄道事業者）
- 路線距離：1.7km
- 軌間：1067mm
- 駅数：2駅（起終点駅含む）
- 複線区間：なし（全線単線）
- 電化区間：なし（全線非電化）
- 閉塞方式：不詳

## 歴史
- 1977年（昭和52年）12月1日 - 全線開業[1][2]。
- 1999年（平成11年）9月10日 - 全線廃止[2]。

## 駅一覧
- 新富士駅 - 西港駅